# Bengt Mossberg
Bengt Johan Yngve Mossberg, född 4 juni 1919 i Gävle, död 25 juli 2008 i Djursholm, var en svensk ingenjör och företagsledare.
Mossberg var son till kamrer Johan Mossberg och Emma, ogift Nilsson. Efter examen vid Kungliga Tekniska högskolan (KTH) 1943 blev han teknologie licentiat 1948. Han var driftsingenjör vid Stora Kopparbergs Bergslag AB 1943–1949, forskningsingenjör hos Assi 1949–1953, disponent hos Mo och Domsjö AB 1953–1959, biträdande teknisk direktör hos Assi 1959–1960, VD för Karlholms AB 1960–1972 och AB Tumba bruk 1972–1985. Han blev ledamot i IVA:s industriråd 1987.
Han var ordförande i stiftelsen Wallboardindustriers centrallaboratorium 1956–1961, styrelseledamot i Svenska wallboardföreningen 1954–1959 och 1962–1972, AB Tumba bruk 1963–1991, Masonite AB 1972–1982.
Bengt Mossberg var från 1953 gift med Karin Riesenfeld (1920–1992) som var filosofie magister och Master of Arts. Hon var dotter till professor Ernst Riesenfeld och Hanna, ogift Johansson, samt syster till teologen Harald Riesenfeld. Bengt Mossberg gifte sedan om sig 1995 med inredningsarkitekten Eva Ralf (1923–2007). Han är begravd på Djursholms begravningsplats, tillsammans med de båda fruarna.